# Himmelpforten
Himmelpforten település Németországban, azon belül Alsó-Szászország tartományban. Lakosainak száma 5729 fő (2023. december 31.). Himmelpforten Düdenbüttel és Heinbockel községekkel határos.

## Népesség
A település népességének változása:
| Lakosok száma | 5205 | 5263 | 5374 | 5613 | 5717 | 5729 |
|               | 2016 | 2017 | 2019 | 2021 | 2022 | 2023 |